# Dangerous (Michael Jackson-dal)
A Dangerous Michael Jackson amerikai énekes dala azonos című, 1991-ben megjelent albumáról. A tervek szerint ez lett volna az album tizedik kislemeze, megjelenését 1994 januárjára tervezték, végül azonban nem jelentették meg, többek közt a Jackson ellen felhozott gyermekmolesztálási vádak, az énekes megromlott egészsége, és az előző kislemez, a Gone Too Soon viszonylagos sikertelensége miatt.
Tervezett megjelenése előtt pozitív kritikákban részesült az albumot értékelő kritikusoktól. Bár kislemezen nem jelent meg, 2009-ben, az énekes hirtelen halálát követően a dal felkerült egyes slágerlistákra. A Dangerous: The Short Films vége felé hallható a dal a Dangerous World Tour egyes koncertjein készült felvételek alatt.

## Háttere
A Dangerous egy Streetwalker című dalból alakult ki, amit Jackson még 1987-ben megjelent, Bad című albumára írt Bill Bottrell-lel együtt. 1990 szeptemberében, a Dangerous album felvételei közben Jackson rögzített egy 6:40 perces demót a dalhoz. Később Teddy Riley hozzáírt, és 1991 elején a dal társproducere lett.
Nelson George zenekritikus szerint a demó „nagyon más, mint a végleges változat. A billentyűk légiesek, éles ellentétben állnak a feszes, mechanikus ritmussal. Jackson egy veszélyes nőről beszél, ő a dal témája. A demó sokkal komorabb hangulatú.” A demót 2004 novemberében megjelentették a Michael Jackson: The Ultimate Collection box set kiadványon. Létezik egy hosszabb változata is, amiben Jackson sikolt az elején – itt rádőlt a hangszigetelés, mikor elkezdte felvenni a dalt. A Dangerous albumra felvett dalok készítését Bill Bottrell így írta le: „Jackson eldúdolta a dallamokat, aztán távozott a stúdióból, én pedig kidolgoztam az ötletet dobgépekkel és samplerekkel.”
A Dangerous D-mollban íródott, Jackson hangterjedelme A3 és A4 közötti. Tempója 112 BPM. Stílusa dance-pop, new jack swing és R&B.
1994-ben Crystal Cartier dalszerző megvádolta Jacksont, Bottrellt és Rileyt, hogy az ő egyik dalát lopták el. Cartier azt állította, ő még 1985-ben megírta a dalt, felénekelte és bejegyezte a szerzői jogát. A bíróságon Jackson azt vallotta, hogy a dal a Streetwalkerből ered, amit 1985-ben írt Bottrellel együtt. A tárgyaláson lejátszották az eredeti demót, majd Jackson acapellaként előadta a Dangeroust és a Billie Jeant, ezzel a jelenlévők ritka betekintést nyerhettek a dalszerzési folyamatba. Mivel Cartier nem tudott eredeti felvételeket bemutatni, hogy alátámassza állítását, a bíró Jackson mellett döntött, és megvonta Cartiertől a fellebbezés lehetőségét.

## A tervezett megjelenés
A Dangerous album 1991 novemberében jelent meg, és mivel világszerte 32 millió példányban kelt el, minden idők egyik legsikeresebb albuma. Az album sikere miatt Jackson kiadója 1992–1993-ban számos kislemezt kiadott róla, miközben az énekes turnéval is népszerűsítette az albumot. 1993 augusztusában azonban a Jackson ellen felhozott gyermekmolesztálási vádak miatt megnőtt a média érdeklődése az énekes iránt. Az album kilencedik kislemeze, a Gone Too Soon nem hozta az elvárt sikert, és Jackson egészségére rossz hatással volt a stressz, emiatt a Dangerous kislemez végól nem jelent meg, csak a turnén szuvenírként kapható box setre került fel a Remember the Time és a Black or White mellé. A dal egy alternatív változata és remixe, a Roger’s Rough Dub a tervek szerint szerepelt volna a Dangerous album új kiadásának bónuszlemezén, de ennek megjelentetésére végól nem került sor.
A Dangeroust nagyrészt kedvezően fogadták a kritikusok. Jon Pareles, a The New York Times újságírója szerint a dal „Jackson legújabb dala egy megszállott szeretőről”, és külön kiemelte az „I felt taken by lust’s strange inhumanity” ('Éreztem, hogy magával ragad a vágy különös embertelensége') sort, hogy megjegyezze: „Nagyszerű táncos, dalaiban mégis azt fejezi ki, hogy retteg a testiségtől és a érzéki örömöktől”. Nelson George zenekritikus szerint a dal „…szinte kirobban a hangfalakból… új ablakot nyit Michael alkotói folyamatára.” Barry Farber szerint a szöveg „remek ábrázolása annak, hogy a szex nagy hatalmú biológiai erőnek érződhet”.

## Remixek
- Dangerous (Roger’s Dangerous Club Mix) – 6:58
- Dangerous (Roger’s Dangerous Edit) – 4:40
- Dangerous (Roger’s Rough Dub) – 6:48

## Fellépések
A dalnak öt koncertváltozata van, bár Jackson majdnem mindig playbackről énekelte.
- Az első változatot – melyben a második versszak, a refrén, az átvezető szakasz és a harmadik beszélt rész szerepel – a Dangerous turné utolsó szakaszán és az 1993-as American Music Awards díjkiosztón adta elő.
- A második változatban nem szerepel a második versszak, az átvezető szakasz és a harmadik beszélt rész, és részletek szerepelnek benne a Yes Owner of a Lonely Heart című dalából, Ennio Morricone A jó, a rossz és a csúf filmzenéjéből, Jackson Smooth Criminal című dalából, Janet Jackson You Want This és Let’s Dance című felvételeiből, Judy Garland Get Happyjéből, Monty Norman James Bond-főcímdalából, valamint a gitárintró a Duran Duran A View to a Killjéből. Ezt a változatot adta elő Jackson 1995 és 1997 között, a HIStory turné legtöbb koncertjén és pár egyéb fellépésen, például az 1995-ös MTV Music Awards díjkiosztón. A HIStory turnén előadott változatba kicsivel több hangeffektus került. A rapbetétet Jackson élőben is előadta 1997. szeptember 3-án a belgiumi Oostendben adott koncertjén.
- A harmadik változat hasonló az 1995-ös változathoz, de a beszélt rész alatt kattogó hangeffektusok hallhatóak a fő ritmus helyett, és egy rövid beszélt szakaszban a táncosok is bemutatkoznak. Ezt Jackson kétszer adta elő 1999-ben, a Michael Jackson & Friends koncerteken.
- A negyedik változat a második és a harmadik változat variációja.

Jackson kétszer adta elő: az American Bandstand 50. évfordulóján és Bill Clinton elnöki gáláján 2002-ben. Előbbin egy rövid szakaszt élőben énekelt. Az 1999-es mix kattogó hangjai belekerültek, de csak az elején hallható ujjcsettintések helyére, utána elkezdődik a fő ritmus, ahogy az 1995-ös mixben.
- Az ötödik változatot Jackson elkezdte gyakorolni Los Angelesben a This Is It koncertsorozatra, melyre az énekes váratlan halála miatt nem került sor. Ennek a hangfelvétele 2010-ben kiszivárgott az internetre. Részletek szerepeltek benne a Blood on the Dance Floor: HIStory in the Mix albumon szereplő Morphine, az Invincible albumon szereplő 2000 Watts és a Jackson 5 albumain szereplő This Place Hotel, más néven Heartbreak Hotel című számból. 2011 januárjában a This Is It táncosai előadtak egy részletet a dalból úgy, ahogy a koncerten szerepelt volna, de a kiszivárgott intró nélkül. Ebbe az előadásba a Smooth Criminalből, a Stranger in Moscowból és a Psycho filmzenéjéből kerültek részletek.

A Michael Jackson and Friends koncertektől kezdve a dal előadásakor Jackson vörös inget viselt fehér helyett, de továbbra is nyakkendővel. Az American Bandstand előadást leszámítva Michael a fellépéseken karszalagot viselt fekete dzsekijén.

## Helyezések
Bár nem jelent meg kislemezen, az énekes 2009 júniusában bekövetkezett halála után a dal felkerült egyes slágerlistákra. A svájci slágerlistára 2009. július 12-én került fel, a 78. helyre, és nem is jutott magasabbra. A német slágerlistán a 99. helyet érte el július 13-án. Mindkét slágerlistán csak egy hetet töltött.
| Slágerlista (2009)   | Legmagasabb helyezés |
| -------------------- | -------------------- |
| Német kislemezlista  | 99                   |
| Svájci kislemezlista | 78                   |